# Нове Багінське
Нове Багінське (пол. Nowe Bagińskie) — село в Польщі, у гміні Вишки Більського повіту Підляського воєводства.
Населення — 57 осіб (2011).
У 1975-1998 роках село належало до Білостоцького воєводства.

## Демографія
Демографічна структура станом на 31 березня 2011 року:
|          | Загалом | Допрацездатний вік | Працездатний вік | Постпрацездатний вік |
| -------- | ------- | ------------------ | ---------------- | -------------------- |
| Чоловіки | 28      | 8                  | 15               | 5                    |
| Жінки    | 29      | 6                  | 14               | 9                    |
| Разом    | 57      | 14                 | 29               | 14                   |